# Xenophrys acuta
Xenophrys acuta é uma espécie de anfíbio anuro da família Megophryidae. Está presente na China. A UICN classificou-a como quase ameaçada.